# Unter dem Stern des Bösen
Unter dem Stern des Bösen (span. La mala hora, d. h. „Die böse Stunde“) ist der Titel eines Romans des kolumbianischen Literatur-Nobelpreisträgers Gabriel García Márquez. Die vom Autor autorisierte Ausgabe erschien 1966 in Mexiko. Die Geschichte um Mord und Totschlag in einem Dorf kann als Gleichnis für das Kolumbien unter Rojas Pinillas angesehen werden. Die erste deutsche Übersetzung von Ana Maria Brock wurde 1966 publiziert.

## Überblick
Die Romanhandlung spielt zwischen dem 4. und dem 21. Oktober in einem namentlich nicht genannten kolumbianischen Dorf am Ufer eines Flusses. Nach Beendigung des Kampfes der Regierung gegen die Opposition hat seit ca. einem Jahr die Militärdiktatur in der Person des Bürgermeisters das Alltagsleben unter Kontrolle, doch die Nachwirkungen der Verfolgungen und der zerstörten Strukturen sind unterschwellig täglich spürbar. In dieser fragilen Situation werden seit einiger Zeit fast in jeder Nacht Zettel mit Verleumdungen an Häusern angebracht. Dies führt bei den Einwohnern zu familiären Spannungen, nachbarschaftlichen Auseinandersetzungen und Angst vor einem Wiederaufflammen der Kämpfe. Im Roman äußert sich diese Atmosphäre auch symbolisch im Dauerregen und in der lähmenden Hitze, in den bohrenden Zahnschmerzen des Bürgermeisters und in der von einer Mäuseplage bedrohten Kirche.
Der Roman ist als lockeres Konstrukt aus vielen kleinen, teils fragmentarischen, teils miteinander verflochtenen Geschichten aufgebaut, so dass im Lauf der Handlung ein Mosaikbild der Menschen des Dorfes und ihrer Beziehungen entsteht. Diese Episoden gruppieren sich um die beiden Hauptpersonen, Pater Angel und den Leutnant bzw. Bürgermeister.

## Handlung
In der Vorgeschichte des Romans hat das Militär nach einem Bürgerkrieg die Macht ergriffen und demokratische Verfahren außer Kraft gesetzt. Ein Leutnant kam anderthalb Jahre vor Handlungsbeginn mit „drei bezahlten Totschläger[n]“ ins Dorf mit dem Befehl, es „um jeden Preis zu unterwerfen“, ein Regierungsanhänger in der Ortschaft gab ihm Hinweise auf die Gegner und er unterdrücke diese gewaltsam. Die Besatzer erschlugen den Dorfkämmerer,  erschossen den Richter Vitela in seinem Amtszimmer, weil er die Durchführung der Wahlen überwachen wollte, und vernichteten die Wählerkarten der Oppositionspartei. Der Gerichtssekretär und der Barbier erinnern sich noch gut an die Übergriffe der Soldaten. Der Arzt Giraldo und seine Frau mussten sich aus Angst vor Verfolgung in ihrem Haus verstecken, ebenso der Friseur und der Zahnarzt. Sie galten als Anhänger der Opposition und werden vom Bürgermeister misstrauisch beobachtet. Spuren getrockneten Blutes und Kugeleinschläge in der Polizeistation erinnern noch an diese Kampfzeit. Das Militärregime verkündete den Ausnahmezustand und setzte den Leutnant als Bürgermeister ein, der seither ohne Gemeinderat und Verwaltungsbeamte regiert.
Seit über einem Jahr sind die politischen Verfolgungen eingestellt und das Alltagsleben normalisiert sich. Jedoch gilt nach wie vor der Ausnahmezustand und das Dorf steht unter Kontrolle des autoritären Bürgermeisters, der seine Position ausnutzt, um sich zu bereichern, und der kein Interesse daran hat, eine unabhängige Verwaltung aufzubauen. Nach der Überschwemmung stellt er z. B. sein nach der Machtübernahme beschlagnahmtes Land für die Umsiedelung zur Verfügung und verdient an der zu seinen Gunsten festgesetzten und von der Gemeinde zu zahlenden Entschädigung. Illegale Aktionen („Viehraub“) Don Sabas gegenüber der Witwe Montiel unterbindet er nicht, sondern versucht für sich mit der Drohung der Beschlagnahmung einen Anteil daran zu erzwingen. Die alten Spannungen sind weiterhin präsent: Der nach wie vor mit „Leutnant“ angesprochene Bürgermeister hat ein kugelsicheres Büro und läuft mit einer Pistole bewaffnet durchs Dorf. Der Zahnarzt z. B. will den Bürgermeister nicht behandeln und der Barbier Guardiola legt keine Zeitschriften mehr aus, da sie alle zensiert sind.
Die Romanhandlung beginnt mit einem „Ehrenmord“ an dem Musiker Pastor. César Montero hat vor seinem Ritt in die Berge auf einem an seine Haustür angebrachten Zettel gelesen, dass seine Frau Rosario, die vor sieben Jahren als junge Lehrerin in der Ortschaft ankam, ein Verhältnis mit dem Sänger hat. Darauf erschießt er ihn. Seit einiger Zeit werden nachts von Unbekannten ähnliche Schmähschriften, sogenannte Pasquillen, an Häuser geklebt, die im Dorf grassierende Gerüchte aufgreifen und Frauen der Untreue oder eines Verstoßes gegen ein Gesetz beschuldigen. Z. B habe Raquel Contreras eine Reise gemacht, um abzutreiben. Kurze Zeit nach Rosarios Schmähung findet Roberto Asís die Beschuldigung, seine Frau Rebeca habe ihn betrogen, er sei nicht der Vater seiner siebenjährigen Tochter Rebeca Isabel. Opfer der Verleumdungsserie sind v. a. Reiche, die durch undurchschaubare, illegale Geschäfte zu ihrem Vermögen gekommen sind wie Chepe Montiel, der eine Liste der Oppositionellen besaß und sie zur Erpressung nutzte, oder die sich, wie Don Sabas, junge Mädchen als Geliebte kauften, z. B. war Arcadios jetzige schwangere Partnerin früher für 200 Pesos drei Monate lang seine Dienerin. Aber auch der arme Señor Carmichael, lange Buchhalter des Großgrundbesitzers Don Chepe Montiel und jetzt Verwalter im Dienst seiner Witwe, wird verspottet, von seinen elf Kindern seien nur die schwarzen seine leiblichen. Die anderen habe seine weiße Frau von verschiedenen Männern.
Der Bürgermeister ignoriert beharrlich die Verleumdungswelle und sucht nicht nach den Tätern. Er will Ruhe im Dorf haben. Um die Funktionsfähigkeit der neuen Regierung zu demonstrieren, ordnet er für den Sänger Pastor eine ärztliche Leichenschau und eine richterliche Untersuchung an. Es ist die erste Amtshandlung des neuen Richters Arcadio. Seine Aussage „Wir leben in einer Demokratie“ versucht der Bürgermeister mit der Erklärung zu begründen, dass früher die Politiker befahlen, heute dagegen die Regierung. Und die Regierungsmacht verkörpert er, z. B. als er unter dem Vorwand einer Hausdurchsuchung den Zahnarzt Escobar zwingt, ihm einen eitrigen Zahn zu ziehen. Dass die Anordnung richterlicher Untersuchungen nur eine Fassade ist, wird deutlich, als er den durch Holzschlag zum Millionär gewordenen César Montero gegen fünftausend Pesos nachts in einer Barkasse fliehen lässt. Am Tag darauf verlassen seine Frau Rosaria und ihre Mutter das Dorf.
Die zweite Hauptfigur ist Pater Angel. Er eröffnet den Roman mit dem Kalenderheiligen Franz von Assisi und schließt ihn mit dem heiligen Hilarius. Als geistliche Autorität versucht er seit neunzehn Jahren das Dorf kirchenmoralisch zu kontrollieren, vom Kinoprogramm bis zu den unehelichen Beziehungen. Allerdings ist er im Kampf gegen die menschliche Natur, wie ihm der Arzt klarmacht und worauf die anonymen Verleumdungen hinweisen, nicht sehr erfolgreich. Ein Beispiel dafür ist Nora de Jakob: als Schülerin wurde sie von Néstor Jakob zur Ehe gezwungen, hatte dann eine Affäre und bekam von ihrem Geliebten ein Kind. Nach zehn Jahren trennte sich Jakob von ihr und lebt seither mit einer anderen Frau zusammen, während Nora von Señor Benjamin besucht wird und seit zwei Jahren eine Gelegenheitsaffäre mit dem attraktiven Mateo Asís hat, wenn dieser zu seiner Mutter ins Dorf kommt. Viele Bewohner verbergen ähnliche Geschichten und haben Angst vor Enthüllungen. Deshalb wenden sich einige Frauen, u. a. die Witwe de Montiel, die reichste Frau des Ortes, an Pater Angel und bitten ihn, das Anbringen der Zettel in seiner nächsten Sonntagspredigt zu verurteilen. Einige Familien haben bereits das Dorf verlassen und auch Frau Montiel will ihren Besitz an Don Sabas verkaufen und bereitet die Reise zu ihrer Tochter vor. Der Priester hält sich jedoch aus dem politischen Kampf heraus und opponiert nicht öffentlich gegen den Bürgermeister. So rät er anfangs wie dieser, die nicht bewiesenen Gerüchte zu ignorieren, aber er befürchtet jetzt nach dem Gespräch mit den Frauen Unruhen in der Bevölkerung und bittet den Bürgermeister einzugreifen. Um seine Machtposition nicht zu gefährden, verhängt dieser eine nächtliche Ausgangssperre. In der ersten Nacht setzt er eine Bürgerwehr zur Überwachung ein, die er allerdings nur mit Platzpatronen ausrüstet, da unter den Wächtern vermutete Oppositionelle sind. Da gerade ein Zirkus im Dorf gastiert, lässt der Bürgermeister die Wahrsagerin Casandra, die ihm der Direktor als Gegenleistung für die Auftrittsgenehmigung zu sexuellen Diensten ins Haus schickt, den Täter aus den Karten lesen. Als sie ihm verkündet „Es ist der ganze Ort, und es ist niemand“, versteht er dies offenbar als Orakel für eine sich anbahnende Verschwörung. Am Tag darauf wird ein zwanzigjähriger Mann, Pepe Amador, verhaftet. Er soll gegen die Regierung gerichtete Flugblätter verteilt haben. Auf ihnen steht, die neue Regierung habe versprochen, die verfassungsmäßigen Rechte zu achten, aber es sei alles beim Alten geblieben. Der Bürgermeister kommentiert das mit „Sie sind also wieder da“ und lässt Pepe hart verhören, um die Namen der vermuteten Verschwörer zu erfahren. In der nächsten Nacht löst er die Bürgerwehr durch seine mit scharfer Munition ausgerüsteten Polizisten ab. Einer von ihnen foltert Amador und dieser stirbt an den Folgen der Verletzungen, seine Leiche wird verscharrt und der Bürgermeister verkündet, der Häftling sei geflohen. Carmichael, der zufällig auf der Polizeistation Zeuge der Vertuschung geworden ist, wird eingesperrt und unter Druck gesetzt. Pater Angel gibt seine Zurückhaltung auf und begleitet den Arzt zum Bürgermeister. Sie fordern eine Leichenschau, doch der Bürgermeister schickt sie weg und bedroht sie mit dem Gewehr: „Mit den Witzchen ist es vorbei. Wir haben Krieg.“ In der Nacht kommt es im Dorf zu Schießereien, zu Hausdurchsuchungen und zu Verhaftungen. Das Gefängnis ist wieder voll wie zur Zeit des Kampfes. Einige Dorfbewohner tauchen unter und schließen sich in den Bergen den Rebellen an.
Am Ende des Romans wird der Bogen gespannt zum Anfang. Während vor ca. zwei Wochen Trinitad eine Schachtel voller Mäuse aus der Kirche trug, findet jetzt die neue Helferin Mina keine toten Tiere mehr in den Fallen. Pater Angel hört in der Nacht im Traum eine Serenade mit Saitenklängen und ihm fällt das Lied „In deinem Traum lebe ich bis zum Tod“ des Musikers Pastor ein, den er vermisst. Zu Beginn wurde bei der Serenade Pastors neues Lied „Das Meer schwillt von meinen Tränen“ gespielt, das dem Priester damals albern vorkam. Ein „leuchtender, klarer Tag“ bricht an „wie eine Verheißung“.

## Entstehungs- und Editionsgeschichte
García Márquez begann seinen Roman in Paris um 1956 unter dem Titel „Este pueblo de mierda“  (Diese beschissene Stadt) und schrieb 1959/1960 in Bogotá und 1961 in Manhattan an dem Text weiter. 1961 reichte er das Manuskript für den Esso-Literaturpreis in Bogotá ein und gewann. 1962 veröffentlichte Luis Pérez in Madrid eine um einige Ausdrücke bereinigte Fassung des Romans, von der sich der Autor distanzierte. Er autorisierte die mexikanische Ausgabe von 1966.

## Interpretation
Die Geschichte um Mord und Totschlag in einem Dorf kann als Gleichnis für das Kolumbien unter Rojas Pinillas angesehen werden. Mit dem Bürgermeister sei eigentlich der Diktator Pinilla gemeint, mit dem Richter Arcadio der Justizminister und mit dem Pater Angel der Kardinal. García Márquez thematisiere mit Macht und Gewalt „die dunklen Kräfte in der kolumbianischen Gesellschaft“. Der Bürgermeister vollstrecke als Alleinherrscher die Befehle der Regierung und wahre „Friedhofsruhe“ im Dorf. Als Despot stehe er einsam da. Der Liebe zu einer Frau sei er nicht fähig.
Spannung wird erzeugt durch die Frage: Wer ist der Zettelschreiber? Nachdem Pepe Amador von der örtlichen Polizei festgenommen wurde, hört die Zettelschmiererei auf. Auch wenn einer der Zettel an den Bürgermeister adressiert war – übrigens der einzige, der zitiert wird –, so wäre es durchaus möglich, dass der Bürgermeister selbst der Verursacher sein könnte. Denn die Zettel werden vornehmlich an die Häuser Begüterter geklebt. Der Bürgermeister kam als armer Mann in das Dorf. Er will sich gesundstoßen, indem er den Gegner zunächst verunsichert und dann frontal angreift. Wie es scheint, bereichert er sich in der Tat. Indem der Bürgermeister Pepe Amador totschlagen lässt, hat er einen Gegner ausgeschaltet. Unverfroren deklariert er Pepe Amador als den gesuchten Zettelschreiber.
Neben dieser Variante erscheinen auch noch andere als möglich. Zum Beispiel ist mit einem Wanderzirkus eine Wahrsagerin namens Casandra in das Dorf gekommen. Vom Bürgermeister nach dem Rätsel befragt, erwidert sie ihm: „Es ist der ganze Ort, und es ist niemand.“
García Márquez versteht es, nach der Lektüre Aha-Effekte beim Leser auszulösen. Zum Beispiel wird der Bürgermeister im ersten Romandrittel von beinahe unerträglichen Zahnschmerzen geplagt. Als er gegen Ende des ersten Romandrittels mit seinen Polizisten gewaltsam in die örtliche Zahnarztpraxis eindringt und den Zahnarzt mit vorgehaltener Waffe zur Behandlung zwingt, werden dem Leser die Unverhältnismäßigkeit der Mittel demonstriert. Gegen Romanende wird aber klar, dass der Zahnarzt einer der Todfeinde des Leutnants ist.
García Márquez habe, Gleichnisse betreffend, Anlehnung an Camus eingeräumt. Ist bei Camus eine Ratte Vorbote der Pest, so kündige die Mäuseschar, die Pater Angel gemeinsam mit seiner Haushälterin in der Kirche bekämpft, die Gewalt an. Symbole für tödlichen Krankheiten habe der Autor auch in Daniel Defoes „Die Pest zu London“ gefunden. Weitere Vorbilder seien Sophokles’ „König Ödipus“ und Thornton Wilders „Die Iden des März“.

## Rezeption
Obwohl García Márquez dieses Werk nicht besonders schätzte, sei es von besonderer Güte, weil es sein Eigenleben erst am Romanschluss entfalte. Neben Pinilla habe der Autor noch den Diktator Pérez Jiménez in seine Fallstudie einbezogen.

## Mediale Adaption
- Saldívar[26] erwähnt die Ausstrahlung von „La mala hora“ durch einen Fernsehsender in Bogotá im Jahr 1977.
- Ruy Guerras „O Veneno da Madrugada“[27] erlebte am 2. Februar 2006 seine Premiere in Argentinien. García Márquez hatte an dem Drehbuch mitgeschrieben. Fábio Sabag spielte den Pater Angel, Leonardo Medeiros den Bürgermeister, Nilton Bicudo den Richter Arcadio, Tonico Pereira den Barbier Guardiola, Rui Resende den Zahnarzt, Jean Pierre Noher den César Montero, Zózimo Bulbul den Carmichael und Murilo Grossi den Dr. Giraldo.

### Übersetzungen ins Deutsche
- Unter dem Stern des Bösen. Aus dem Spanischen übersetzt von Ana Maria Brock. Aufbau-Verlag Berlin 1966. (Für die Textnachweise verwendete Ausgabe)
- Die böse Stunde. Aus dem Spanischen von Christine und Curt Meyer-Clason. Kiepenheuer & Witsch, Köln 1979, ISBN 3-462-01352-1

### Sekundärliteratur
- Oscar Collazos:  „Gabriel García Márquez. Sein Leben und sein Werk“. Kiepenheuer & Witsch 1987.
- Waleri Semskow: Gabriel García Márquez. Aus dem Russischen übersetzt und bearbeitet von Klaus Ziermann. Volk und Wissen Verlag, Berlin 1990, ISBN 3-06-102754-8
- Dagmar Ploetz: Gabriel García Márquez. Rowohlt, Hamburg 1992, ISBN 3-499-50461-8
- Dasso Saldívar: Reise zum Ursprung. Eine Biographie über Gabriel García Márquez. Aus dem Spanischen von Vera Gerling, Ruth Wucherpfennig, Barbara Romeiser und Merle Godde. Kiepenheuer & Witsch, Köln 1998, ISBN 3-462-02751-4